# عاهد أبو غلمة
عاهد أبو غلمة (1968) هو مناضل وأسير فلسطيني ولد في قرية بيت فوريك قضاء نابلس في شمال الضفة الغربية المحتلة، وهو المسؤول عن التخطيط لعملية اغتيال وزير السياحة الإسرائيلي السابق رحبعام زئيفي عام 2001.

## تعليمه
أنهى عاهد دراسته الثانوية في مدارس بيت فوريك، وأسس مع مجموعة من زملائه خلال دراسته اتحاد لجان الطلبة الثانويين في قريته عام 1982. وفي تلك الفترة بدأت ملامح وعيه السياسي تظهر من خلال ممارسته لنشاطه على أرض الواقع، حيث كانت بداياته في لجان العمل التطوعي ببلدته والمواقع المحيطة.
ثم التحق بجامعة بيرزيت وتخصص في علم الاجتماع عام 1986. وعلى الرغم من أن مسيرته التعليمية تعطلت وتقطعت لفترات طويلة بسبب الإعتقال المتكرر والملاحقة من قبل قوات الإحتلال، إلا أنه تمكن من الحصول على درجة البكالوريوس في تخصصه، بالإضافة إلى شهادة الماجستير في الدراسات الإسرائيلية.

## مسيرته الوطنية
في عام 1984، انضم عاهد لصفوف الجبهة الشعبية، ثم اعتقل على خلفية المشاركة بالمظاهرات والأعمال الاحتجاجية في ذكرى انطلاقة الجبهة الشعبية في نهاية العام، ومكث خمسة أشهر في سجن الفارعة قرب نابلس.

#### الإنتفاضة الأولى
مع اندلاع الانتفاضة الأولى، كان أبو غلمة من السبّاقين في قيادتها، حيث عمل وساهم في تشكيل اللجان الشعبية والمجموعات الضاربة للجبهة الشعبية في منطقة نابلس. وتعرض للملاحقة من قبل قوات الاحتلال، ثم اعتقل في النصف الثاني من عام 1990، وحوّل إلى الاعتقال الإداري لمدة عام بعد التحقيق معه.
وبعد خروجه من السجن، عاد والتحق بالجامعة وتولى مسؤولية عدد من اللجان في جبهة العمل الطلابي التقدمية، حيث انتخب مرتين عضواً في الهيئة الإدارية لجبهة العمل في جامعة بيرزيت في عامي 1992 و1993. وفي منتصف عام 1994 وبعد اعتقال مجموعة عسكرية للجبهة الشعبية، لوحق وطورد من قبل قوات الاحتلال وأمضى هذه الفترة متنقلا بين أريحا ورام الله، وبسبب انتمائه للجبهة الشعبية ومواقفه السياسية الجريئة، تعرض أبو غلمة للاعتقال السياسي على يد أجهزة السلطة الفلسطينية في الوقت الذي كان مطارداً من قبل قوات الاحتلال، فاعتقل في يناير من عام 1996 لمدة أسبوع اعتقالاً احترازياً على خلفية انتخابات المجلس التشريعي الأولى. وكذلك تم اعتقاله في شهر ديسمبر في نفس العام لمدة خمسة أشهر وأطلق سراحه في مايو عام 1997.
ثم عمل لدى مؤسسة الضمير لرعاية الأسير وشارك في العديد من النشاطات الداعمة للأسرى والمعتقلين ومتابعة إضراباتهم عن الطعام وخطواتهم الاحتجاجية التي كانوا يقومون بها. ومثّل الجبهة الشعبية في اللجنة الوطنية والإسلامية العليا لمتابعة شؤون الأسرى والمعتقلين. إلى أن اعتقل في شهر مايو من العام 2000 لمدة شهر بتهمة قيادة انتفاضة الأسرى ومحاولة تحويلها إلى ظاهرة عسكرية. وأثناء ملاحقته من قبل سلطات الاحتلال، استطاع أن يكمل دراسته الجامعية ويتزوج ويرزق بطفلين، قيس وريتا. وقد فرضت سلطات الاحتلال الإقامة الجبرية على زوجته أربع مرات متتالية لمدة ستة شهور لمنعها وأطفالها من زيارته في سجن أريحا. كما وحرمت الزوجة وابنتها من حق زيارة عاهد في السجن لأكثر من عشر سنوات.

#### الإنتفاضة الثانية
مع انطلاق انتفاضة الأقصى بتاريخ 29 سبتمبر 2000، شارك أبو غلمة في قيادة الإنتفاضة من خلال قيادته للجناح العسكري للجبهة الشعبية. ثم اتهم بالتخطيط وقيادة وتدريب المجموعة العسكرية التابعة للجناح العسكري للجبهة الشعبية، والتي نفذت حكم الإعدام لوزير السياحة الإسرائيلي السابق رحبعام زئيفي صاحب مبدأ التهجير القسري للشعب الفلسطيني من أرضه، رداً على قيام الاحتلال باغتيال الأمين العام للجبهة الشعبية أبو علي مصطفى.

#### الاختطاف والمحاكمة
بتاريخ 13 مارس 2006 قامت قوات الاحتلال باقتحام سجن أريحا المركزي إثر انسحاب المراقبين الدوليين من داخله، وقامت باعتقال عاهد أبو غلمة، وأحمد سعدات، والأسرى: حمدي قرعان، وباسل الأسمر، ومجدي الريماوي. بالإضافة إلى العميد فؤاد الشوبكي، وعدد من المعتقلين السياسيين. وفور اعتقاله، اقتادته قوات الاحتلال إلى سجن المسكوبية للتحقيق العسكري الذي استمر أكثر من شهرين، تعرض خلال هذه الفترة لجميع أنواع التعذيب الجسدي والنفسي والتهديد باعتقال الزوجة وهدم المنزل، وتم خلال فترة التوقيف نقله إلى أغلب السجون لخلق حالة من عدم الاستقرار لديه. وفي الأول من يناير 2008 حكمت المحكمة العسكرية الإسرائيلية عليه في القدس بالسجن المؤبد وخمس سنوات إضافية بعد إدانته بالمسؤولية عن الخلية التي اغتالت زئيفي.
وفي يونيو 2022، انتُخب عاهد مسؤولًا للجبهة الشعبية لتحرير فلسطين في سجون الاحتلال، وذلك في اختتام أعمال المؤتمر الخامس للجبهة الشعبية في السجون.

#### المعاناة في السجون
في 8 مايو 2023، اقتحمت قوات القمع التابعة لإدارة مصلحة السجون قسم (5) وقسم (7) في سجن ريمون، حيث شرعت سلطات الاحتلال بنقل الأسرى أحمد سعدات وعاهد أبو غلمة بشكل تعسفي إلى عزل سجن الجلمة، وأجرت عمليات تفتيش واسعة ونكلّت بالأسرى داخل الغرف. وكان ذلك بشكل مفاجئ ودون سابق إنذار، ولم يُسمحوا لهم بأخذ أي من ملابسهم، أو أغراضهم الشخصية.

## مشاركته في صفوف الجبهة الشعبية
احتل عاهد أبو غلمة العديد من المواقع خلال مسيرته النضالية في صفوف الجبهة الشعبية، ومنها:
- عضو الهيئة المسؤولة لقيادة منطقة أريحا 1995.
- عضو في قيادة منطقة رام الله من عام 1997.
- عضو في اللجنة المركزية العامة/ فرع الضفة الغربية من عام 1997.
- عضو في اللجنة المركزية العامة للجبهة الشعبية من عام 2000.
- مسؤول فرع السجون للجبهة الشعبية لتحرير فلسطين.